# Kim M. Robak
Kim M. Robak (* 4. Oktober 1955 in Columbus, Nebraska) ist eine US-amerikanische Politikerin. Zwischen 1993 und 1999 war sie Vizegouverneurin des Bundesstaates Nebraska.

## Werdegang
Kim Robak ist die Tochter von Jennie Robak (1932–2014), einem früheren Mitglied der Nebraska Legislature. Sie studierte an der University of Nebraska in Lincoln. Nach einem anschließenden Jurastudium an derselben Universität und ihrer Zulassung als Rechtsanwältin begann sie in diesem Beruf zu arbeiten. Gleichzeitig schlug sie als Mitglied der Demokratischen Partei eine politische Laufbahn ein. In den 1980er Jahren war sie juristische Beraterin der Gouverneure Bob Kerrey und Kay A. Orr. In den Jahren 1991 und 1992 fungierte sie auch als Beraterin von Gouverneur Ben Nelson, dessen Stabschefin sie 1992 wurde.
Nach dem Rücktritt der Vizegouverneurin Maxine Moul im Jahr 1993 wurde sie vom Gouverneur zu deren Nachfolgerin ernannt. Bei den Wahlen des Jahres 1994 wurde sie dann offiziell in dieses Amt gewählt, das sie zwischen 1993 und 1999 bekleidete. Danach arbeitete sie für einige Lobbyfirmen. Von 1999 bis 2004 war sie auch als Vice President for External Affairs and Corporation Secretary für die University of Nebraska tätig. Seither praktiziert sie als Partner in der Rechtsanwaltskanzlei Ruth Mueller Robak LLC.